# Bão Sơn Tinh (2012)
Bão Sơn Tinh, còn gọi là bão Ofel tại Philippines, bão số 8 hay bão thần núi (tên do Việt Nam đặt), là một cơn bão được hình thành từ một áp thấp nhiệt đới ngày 23 tháng 10 năm 2012 ở phía đông Philippines trên Thái Bình Dương, sau đó mạnh lên thành bão. Đây là một trong những cơn bão có sức gió mạnh nhất trong vòng 12 năm trở lại đây tại vịnh Bắc Bộ.

## Lịch sử khí tượng
Vào ngày 19 tháng 10, một vùng nhiễu động nhiệt đới hình thành trên vùng biển phía Đông Nam Yap, và hai ngày sau Cơ quan Khí tượng Nhật Bản (JMA) đã đề cập đến hệ thống như là một áp thấp nhiệt đới. Sang ngày 22, Cục quản lý Thiên văn, Địa vật lý và Khí quyển Philippines (PAGASA) bắt đầu theo dõi áp thấp nhiệt đới và họ đặt tên cho nó là Ofel. Ngày hôm sau, khi hệ thống bắt đầu tăng kích cỡ, mây dông mạnh đã xuất hiện rời rạc trong một dải bao bọc lỏng lẻo quanh tâm hoàn lưu, vươn cao tới tầng đối lưu với nhiệt độ đỉnh đám mây lạnh -63 °F (-52 °C). Vào ngày 24, cơn bão đổ bộ lên Leyte với cường độ bão nhiệt đới, với mây đối lưu trải rộng trên toàn khu vực, dù vậy phần đối lưu mạnh nhất vẫn duy trì ở phía Đông ngoài biển Philippines. Sang ngày 25, khi Sơn Tinh mạnh lên thành bão nhiệt đới dữ dội, nửa phía Tây cơn bão đã tiến vào Biển Đông, còn phần mây dông mạnh nhất ở phía Đông vẫn đang trút những cơn mưa nặng hạt xuống Philippines. Sau đó, cơn bão tiếp tục mạnh thêm trên Biển Đông, đạt đến cấp độ bão cuồng phong vào ngày 27. Cuối ngày 27, hệ thống tăng cường mạnh mẽ thành bão cấp 3 chỉ trong vòng 6 giờ, ban đầu là một con mắt méo mó, nhưng không lâu sau đã phát triển thành sắc nét. Sau khi tác động đến đảo Hải Nam và Việt Nam, Sơn Tinh suy yếu nhanh chóng, do tương tác với đất liền và độ đứt gió mạnh. Vào cuối ngày 29 tháng 10, bởi một luồng không khí lạnh từ phía Bắc di chuyển xuống, vùng thấp tàn dư của cơn bão bị đẩy lùi về phía Nam, vươn trở ra vịnh Bắc Bộ và đi vào vùng phía Tây đảo Hải Nam lúc khoảng 07:00 UTC. Ngày hôm sau, tàn dư của Sơn Tinh tiếp tục di chuyển xuống phía Nam, đi ra Biển Đông và cuối cùng tan hoàn toàn trên vùng biển này.

## Ảnh hưởng

### Philippines
Bão quét qua Philippines làm ít nhất 24 người thiệt mạng ở nước này, và hơn 15.000 dân phải trú trong các trung tâm sơ tán do chính phủ lập. Gây ngập lụt các tỉnh như Romblon, Oriental Mindoro, Marinduque, Palawan, Batangas và Capiz.
Tại Philippines, hơn 16.400 hành khách, khoảng 130 phương tiện giao thông đường bộ và hơn 100 tàu thuyền đã bị mắc kẹt, 40 chuyến bay nội địa cũng đã bị hủy bỏ do thời tiết xấu. Nhiều trường học cũng đã phải đóng cửa trong ngày.

### Việt Nam
Tại Việt Nam, từ chiều tối ngày 27 tháng 10 năm 2012, mắt bão Sơn Tinh sắc nét trên vùng bờ biển miền Trung Việt Nam cho thấy cơn bão rất dữ dội, tới mức siêu bão. Cho đến ngày 28 tháng 10 năm 2012, tâm bão vẫn ngoài khơi và hướng bão đi dọc theo bờ biển, chưa vào đất liền. Với cấp gió lên đến 13 - 14 giật cấp 15, bão gây mưa trên diện rộng, biển động dữ dội, hàng vạn người dân các vùng ven biển như Thanh Hóa, Ninh Bình, Nam Định đã phải sơ tán tránh bão.
Tối 28 tháng 10 năm 2012, cơn bão này mạnh cấp 11-12 giật cấp 14-15 và đi dọc bờ biển các tỉnh Ninh Bình tới Hải Phòng, vùng tâm bão đi vào địa phận giữa Thái Bình và Hải Phòng. Tại trạm khí tượng đảo Hòn Dấu (Hải Phòng) đã quan trắc được gió mạnh 130 km/h, gió giật 144 km/h (gió cấp 12 giật cấp 13). Trạm khí tượng Thành phố Thái Bình quan trắc được gió mạnh 112 km/h, gió giật 162 km/h (gió cấp 11 giật cấp 14). Trạm khí tượng Văn Lí (Nam Định) ghi nhận gió mạnh 108 km/h, giật 155 km/h (gió cấp 11 giật cấp 14). Bão làm ít nhất 3 người chết, hàng nghìn ngôi nhà bị tốc mái, điện mất trên diện rộng. Tháp truyền hình Nam Định, tháp truyền hình cao nhất miền Bắc Việt Nam bị bão quật đổ. 
Đến 10h sáng ngày 29 tháng 10 năm 2012, thống kê sơ bộ cho thấy ít nhất đã có ba người chết, 7 người mất tích và 5 người bị thương.
8g sáng ngày 28 tháng 10 năm 2012, bão đã gây sóng biển đánh sập hoàn toàn 330m đường đê chắn sóng nối đảo Hòn Cỏ với cảng Hòn La, thuộc Khu kinh tế Hòn La, xã Quảng Đông, huyện Quảng Trạch, tỉnh Quảng Bình.
Hãng hàng không Quốc gia Việt Nam trong hai ngày 27 và 28 tháng 10 đã dự kiến hủy 24 chuyến bay đến và đi từ 4 sân bay miền Trung, gồm Đà Nẵng, Huế, Đồng Hới và Vinh, nhưng sau đó tổng số chuyến bay hủy nâng lên 62. Trong khi đó Vietjet Air có 4 chuyến bay đi và đến Đà Nẵng điều bị ảnh hưởng phải hoãn lại.
Thống kê cho thấy có 8 người thiệt mạng và 2 người mất tích, thiệt hại kinh tế hơn 11 nghìn tỷ đồng (khoảng 530 triệu USD).

### Trung Quốc
Khi bão Sơn Tinh đến gần vịnh Bắc Bộ, 82.326 người ở đảo Hải Nam đã được di dời vào nơi trú ẩn tạm thời, nơi nước, thực phẩm và thuốc men đã được cung cấp cho họ khi bão Sơn Tinh đến vào ngày 27 tháng 10 và làm đổ rất nhiều cây cối trên địa bàn tỉnh Hải Nam, với các con sóng cao 5-8 mét đã được người ta báo cáo. Cơn bão này gây mưa lớn các thành phố Bắc Hải, Khâm Châu, Phòng Thành Cảng, Sùng Tả, Ngọc Lâm và Nam Ninh vào ngày chủ nhật 28 tháng 10, với mực nước trên các sông trong thành phố hưởng nặng nề nhất Bắc Hải, Khâm Châu và Phòng Thành Cảng tăng đáng kể. 
Trung tâm cảnh báo tàu và người dân trong khu vực bị ảnh hưởng phải cẩn thận đôn đốc các cơ quan có thẩm quyền có biện pháp phòng ngừa đầy đủ. Đã dự báo lượng mưa lên đến 80 cm ngày 29 tháng 10 dọc theo bờ biển phía đông và phía nam tỉnh Hải Nam và bờ biển phía đông của bán đảo Lôi Châu.
Tổng cộng đã có 7 người thiệt mạng tại Trung Quốc. Thiệt hại kinh tế tại Trung Quốc được ước tính là CN¥1.52 tỷ (US$243 triệu).